# Dourdan
Dourdan is een gemeente in het Franse departement Essonne (regio Île-de-France) en telt 10.507 inwoners (2014). De plaats maakt deel uit van het arrondissement Étampes.

## Geschiedenis
De kerk van Dourdan werd gebouwd tussen het midden van de twaalfde eeuw en het begin van de dertiende eeuw. In de zeventiende eeuw werd de Saint Germain-l'Auxerroiskerk vergroot voor de groeiende bevolking van Dourdan.
Koning Filips II van Frankrijk liet hier een kasteel bouwen tijdens de Frans-Engelse Oorlog. Dourdan lag strategisch in het zuidelijk deel van het kroondomein nabij een handelsweg. Het kasteel was klaar in 1222. Het kasteel werd tijdens de burgeroorlog tussen Armagnacs en Bourguignons in 1428 aangevallen door een leger van Engelsen en Bourguignons. Dourdan werd hierbij bijna volledig vernield. Tijdens de Hugenotenoorlogen was het kasteel in handen van katholieke huis de Guise. Hertog Hendrik I van Guise liet het middeleeuwse kasteel versterken om te kunnen weerstaan aan de moderne artillerie. Tijdens het beleg in 1591 door het koninklijke leger van Hendrik IV werd het kasteel zwaar beschadigd. Het kasteel werd hersteld maar verloor hierna zijn militair nut. Tussen 1672 en 1852 deed het kasteel dienst als gevangenis.

## Geografie
De oppervlakte van Dourdan bedraagt 30,7 km², de bevolkingsdichtheid is 343 inwoners per km². In de gemeente liggen de spoorwegstations Station Dourdan en Station Dourdan - La Forêt.
De onderstaande kaart toont de ligging van Dourdan met de belangrijkste infrastructuur en aangrenzende gemeenten.

## Demografie
Onderstaande figuur toont het verloop van het inwonertal (bron: INSEE-tellingen).

## Bezienswaardigheden
- De gotische Saint-Germain-d'Auxerrekerk werd gebouwd tussen 1150 en 1689. Ze heeft twee erg verschillende torens en een dakruiter.
- Het kasteel dateert uit het begin van de 13e eeuw. Het vierkant grondplan meet 72 meter aan elke zijde. De slotgrachten zijn 12 m breed en 7 meter diep. De 25 m hoge donjon heeft een eigen slotgracht. De burcht heeft acht andere torens waarvan er twee (die de châtelet vormen) de ingang flankeren.
- De huidige overdekte markthal dateert uit 1836 en vervangt een middeleeuwse markthal die dateerde uit 1228.
- Van de middeleeuwse stadsmuren zijn delen bewaard gebleven evenals twee torens.
- Het middeleeuwse Hôtel-Dieu uit 1220 werd verwoest en werd vanaf 1766 heropgebouwd. Het gebouw doet heden ten dage dienst als ziekenhuis.

## Geboren
- Hugo Capet (941-996), koning van Frankrijk
- Tony Gallopin (1988), wielrenner

## Overleden
- Hugo de Grote (897-956), hertog van de Franken
- Roustam Raza (1783-1845), lijfwacht van Napoleon Bonaparte
- Louis Ignacio-Pinto (1903-1984), rechtsgeleerde, diplomaat en politicus uit Benin
- Michel Audiard (1920-1985), filmdialoogschrijver, scenarist, filmregisseur en romanschrijver
- Cécile Aubry (1928-2010), actrice, regisseuse en schrijfster

## Partnersteden
- Bad Wiessee, sinds 1963[3]
- Troungoumbé, sinds 1988
- Lac-Mégantic, sinds 1989
- Great Dunmow, sinds 1991
- Montserrat, sinds 2013